# Verfassungsgericht der Republik Bulgarien
Das Verfassungsgericht der Republik Bulgarien (bulgarisch Конституционен съд на България) ist das höchste Gericht in Bulgarien mit Sitz in Sofia.
Das Gericht besteht aus zwölf Richtern, die für jeweils neun Jahre gewählt werden. Ein Drittel der Richter werden vom bulgarischen Parlament und ein weiteres Drittel werden vom bulgarischen Präsidenten bestimmt. Das letzte Drittel wird von den Richtern der untergeordneten Obergerichte gewählt. Die Kompetenzen des bulgarischen Verfassungsgerichtes ergeben sich aus der bulgarischen Verfassung. Das Gericht befindet sich am Dondukov Boulevard in Sofia.

## Verfassungsgerichtspräsidenten
| Name                                        | Amtszeit                              |
| ------------------------------------------- | ------------------------------------- |
| Asen Manow (erstes Mandat)                  | 3. Oktober 1991 – 18. Oktober 1994    |
| Asen Manow (zweites Mandat)                 | 18. Oktober 1994 – 14. Oktober 1997   |
| Schiwko Stalew (erstes Mandat)              | 14. Oktober 1997 – 19. Oktober 2000   |
| Christo Danow (erstes Mandat)               | 19. Oktober 2000 – 17. Februar 2003   |
| Nedeltscho Beronow (vorübergehendes Mandat) | 17. Februar 2003 – 28. Februar 2003   |
| Rumen Jankow (vorübergehendes Mandat)       | 28. Februar 2003 – 28. Oktober 2003   |
| Nedeltscho Beronow (erstes Mandat)          | 28. Oktober 2003 – 3. Oktober 2006    |
| Rumen Jankow (erstes Mandat)                | 8. November 2006 – 9. Oktober 2009    |
| Dimitar Tokuschew (vorübergehendes Mandat)  | 9. Oktober 2006 – 16. November 2009   |
| Ewgeni Tantschew (erstes Nandat)            | 16. November 2009 – 15. November 2012 |
| Zanka Zankowa (vorübergehendes Mandat)      | 16. November 2012 – 3. März 2013      |
| Dimitar Tokuschew (erstes Mandat)           | 4. März 2013 – 11. November 2015      |
| Boris Beltschew (erstes Mandat)             | 16. November 2015 – 14. November 2018 |
| Boris Beltschew (zweites Mandat)            | 14. November 2018 – 14. November 2021 |
| Pawlina Panowa (erstes Mandat)              | 14. November 2021 – 14. November 2024 |
| Pawlina Panowa (zweites Mandat)             | 14. November 2024 –                   |